# Crusade (album)
Albums de John Mayall & the Bluesbreakers
A Hard Road
(1967) Blues Alone
(1967)
Crusade est le 3e album studio du groupe britannique John Mayall & the Bluesbreakers. Il est paru le 1er septembre 1967 sur le label Decca Records (London Records pour les États-Unis) et a été produit par Mike Vernon.

## Historique
Il est le premier album des Bluesbreakers avec Mick Taylor, qui a remplacé Peter Green à la guitare. Keef Hartley est le nouveau batteur des Bluesbreakers en remplacement de Aynsley Dunbar et de Mick Fleetwood. C'est le premier enregistrement du jeune guitariste Mick Taylor qui n'était âgé que de 18 ans. Mick Fleetwood apparaît sur deux pièces, qui furent rajoutées sur la réédition sur CD en 2007. Une édition étendue comprend dix autres chansons, dont la plupart sont déjà disponibles dans la compilation de 1971 Thru the Years; ces enregistrements ont été réalisés avec des formations antérieures. Ils seront disponibles sur la version remasterisée et étendue de cet album qui sortira au Royaume-Uni le 6 août 2007.
Cet album se classa à la 8e place des charts britanniques.

## Liste des titres

### Version Originale
Face 1
| No | Titre                | Auteur                    | Durée |
| -- | -------------------- | ------------------------- | ----- |
| 1. | Oh, Pretty Woman     | Williams                  | 3:40  |
| 2. | Stand Back Baby      | John Mayall               | 1:50  |
| 3. | My Time After Awhile | Geddins / Badger          | 5:15  |
| 4. | Snowy Wood           | Mick Taylor / John Mayall | 3:41  |
| 5. | Man Of Stone         | Kirkland                  | 2:29  |
| 6. | Tears In My Eyes     | John Mayall               | 4:20  |
| 7. | Driving Sideways     | King / Thompson / Bridge  | 4:03  |

Face 2
| No  | Titre                    | Auteur               | Durée |
| --- | ------------------------ | -------------------- | ----- |
| 8.  | The Death Of J.B. Lenoir | John Mayall          | 4:27  |
| 9.  | I Can't Quit You Baby    | Willie Dixon         | 4:35  |
| 10. | Streamline               | John Mayall          | 3:19  |
| 11. | Me And My Woman          | Barge                | 4:05  |
| 12. | Checkin' Up On My Baby   | Sonny Boy Williamson | 3:59  |

### Titres bonus sur la réédition de 2007
| No  | Titre                  | Auteur                  | Durée |
| --- | ---------------------- | ----------------------- | ----- |
| 13. | Curly                  | Peter Green             | 3:25  |
| 14. | Rubber Duck            | Green, Aynsley Dunbar   | 3:46  |
| 15. | Greeny                 | Green                   | 3:55  |
| 16. | Missing You            | Green                   | 1:58  |
| 17. | Please Don't Tell      | Mayall                  | 2:28  |
| 18. | Your Funeral, My Trail | Sonny Boy Williamson II | 3:56  |
| 19. | Double Trouble         | Otis Rush               | 3:22  |
| 20. | It Hurts Me Too        | Malvene R. London       | 2:55  |
| 21. | Suspicions (Part One)  | Mayall                  | 2:48  |
| 22. | Suspicions (Part Two)  | Mayall                  | 5:31  |

## Musiciens
The Bluesbreakers
- John Mayall : chant, piano, orgue, harmonica, guitare slide
- Mick Taylor : guitare solo (1-12, 21-22)
- John McVie : basse sauf (21-22)
- Keef Hartley : batterie, percussion
- Chris Mercer : saxophone ténor
- Rip Kant : saxophone baryton

Personnel additionnel sur la réédition 2006
- Peter Green - guitare solo (13-20)
- Paul Williams - basse (21)
- Paul Schaeffer - basse (22)
- Aynsley Dunbar - batterie (13-18)
- Mick Fleetwood - batterie (19-20)

## Charts
| Pays        | Durée du classement | Meilleur classement |
| ----------- | ------------------- | ------------------- |
| États-Unis  | 14 semaines         | 136e                |
| France      | 38 semaines         | 3e                  |
| Norvège     | 2 semaines          | 20e                 |
| Royaume-Uni | 14 semaines         | 8e                  |